# 超神姫ダンガイザー3
『超神姫ダンガイザー3』は、1999年9月24日から2001年3月23日にかけて発売されたOVA作品。全4話。

## ストーリー
ネオ香港に住む美剣陽菜は、ある日異空間に飛ばされ、謎の女サーファイアから攻撃を受ける。彼女から逃げる中で陽菜は「ソウルギア」を纏う「カイザー3」として覚醒し、カイザー2のシンディ・シャハーニやカイザー1の鳳麗華とともにサーファイアを撃退する。その直後巨大ロボット「チュードルクード」が現れ、陽菜たちも巨大ロボット「ダンガイザー」に乗り込み、チュードルクードや、サーファイアの乗る「ガイフレーム」を倒す。
戦いの後、陽菜はダンガイザーの元のパイロット「エターナルマザリアの巫女」の生まれ変わりであり、「ソウルギア」が使えるのもそのためだと説明される。ダンガイザーはエターナルマザリアが「ダンプロジェクト」を遂行するために制作したツールユニットであり、陽菜たちはそれを遂行するための巫女「ダンガイザー3」であるという。ネオ香港を襲った「秘密結社ゴーマ」は、ダンガイザーの持つ「ジャッジシステム」を恐れて攻撃を仕掛けてきていた。
ダンガイザー3と、ゴーマからの新たな刺客であるディーネ、ピクシス、アイリーンが戦う中、ダンガイザーは国連からの攻撃を受けたことで自己防衛機能「ジャッジシステム」を発動し、人類を滅ぼすことを決める。

## 登場人物
美剣 陽菜（みつるぎ ひな）
声 - 池澤春菜
カイザー3。他のカイザーと違いエターナルマザリアの巫女としての自覚がないまま闘いに巻き込まれる。
シンディ・シャハーニ
声 - 桑島法子
カイザー2。自覚のない陽菜の事を足手まとい扱いする。性格は男っぽくかなり勝気である。
鳳 麗華（ほう れいか）
声 - 木村亜希子
カイザー1。クーロン一族の本家である鳳家の出身。サーファイアとは旧知の仲。
D・D
声 - 三木眞一郎
秘密結社ゴーマの頂点に君臨する男。
サーファイア
声 - 井上喜久子
真紅のサーファイアという二つ名を持つ。クーロン一族に連なる者。紅具羅（くぐら）、紫具羅（しぐら）という二匹の獣を従えている。ディーネとは恋仲。
ディーネ
声 - 根谷美智子
青嵐のディーネという二つ名を持つ。他の属性と組める唯一の四天王。ガイストームが爆発する寸前でアイリーンに救出され生き延びる。
ピクシス
声 - 堀江由衣
白露のピクシスという二つ名を持つ。両親をクーロン一族に殺され6歳の時から体を売って生きてきた。ディーネに恋心を抱くもあしらわれている。
カルマ
声 - 石川英郎
アイリーンが目覚める時が来るまで管理をしていた青年。
アイリーン
声 - 池澤春菜
破壊天使アイリーンという二つ名を持つ。秘密結社ゴーマの研究所にダンガイザーとリンクしながら眠っていた少女。美剣陽菜と瓜二つな容姿、髪は陽菜の母親（名はアイナ）と同じ色という特徴を持っており、紅一郎にはアイリと呼ばれる。この世で三人しか装着することが出来ないはずのソウルギア（陽菜のものとは色違い）を纏うことが出来る。
美剣 紅一郎（みつるぎ こういちろう）
声 - 立木文彦
陽菜の父親で元ヌードカメラマン。現在は橘教授と供に世界中の遺跡を調査して回っている。
橘教授（たちばなきょうじゅ）
声 - 千葉繁

## 登場メカ
ダンガイザー
声 - 鈴置洋孝
ダンガイザーの通常形態。メインパイロットを美剣陽菜、機械システム制御を鳳麗華、風水システム制御をシンディ・シャハーニが務める。永遠の聖母（エターナルマザリア）がある目的の為に造り出した究極のツールユニット。世界四大文明の起源。普段はある島の内部に存在する格納庫に石像として置いてある。
カイザードラゴン
ダンガイザーの第二形態。メインパイロットをシンディ・シャハーニ、機械システム制御を美剣陽菜、風水システム制御を鳳麗華が務める空戦形態。
カイザーネプチューン
ダンガイザーの第三形態。メインパイロットを鳳麗華、機械システム制御をシンディ・シャハーニ、風水システム制御を美剣陽菜が務める海戦形態。必殺技はバベルブラスターカノン。この形態でも飛行することは出来る。
ブラッディカイザー
月面に封印されている人類最後の盾。ガイアースの起動と共にその封印が解除された。

### ゴーマ守護神体
獣魔騎竜 火のガイフレーム
"火"のサーファイアの乗機。エジプト文明のルーツ。必殺技は天の火・インドラの矢。友を殺された（実際には生きていた）陽菜の怒りに燃える攻撃により破壊される。
獣魔騎竜 水のガイウェーブ
"水"のピクシスの乗機。ボディは液体金属で作られているため物理攻撃は効かない。必殺技は氷塊の洗礼。外周温度を1300℃変えられた海底に誘い込まれ液状変化を封じられカイザーネプチューンに破壊される。
獣魔騎竜 風のガイストーム
"風"のディーネの乗機。ガイウェーブとの合体技を持つ。外装の下には女性型ロボが隠されている。カイザードラゴンに破壊される。
獣魔騎竜 地のガイアース
"地"のD・Dの乗機。
チュードルクード
サーファイア曰く「出来損ないの獣魔騎竜もどき」。

## スタッフ
- 原作：大張正己、青樹零夢（コミックZip連載）
- 監督：大張正己
- シリーズ構成：大張正己、青樹零夢
- 脚本：青樹零夢
- キャラクターデザイン：大島康弘
- メカニックデザイン：大張正己、まみやなつき
- ギアシステムデザイン：秋恭摩
- 美術監督：小倉一男
- 撮影監督：沖野雅英
- 編集：小島俊彦（岡安プロモーション）
- 音響監督：渡辺淳（現）
- 音楽：坂本昌之
- 音楽プロデューサー：横山光則
- プロデューサー：三谷喜三夫、神林千尋、浅賀孝郎、榎本歩光
- アニメーション制作：カオスプロジェクト
- 企画・製作：フランス書院、ケイエスエス

## 主題歌
「Neo Evolution」
池澤春菜、桑島法子、木村亜希子によるオープニングテーマ。作詞は及川眠子、作曲は谷本新、編曲は坂本昌之による。
「Alive〜私はここにいる〜」
池澤春菜によるエンディングテーマ。作詞は及川眠子、作曲・編曲は坂本昌之による。

## 各話リスト
| 話数 | サブタイトル                        | 脚本     | 絵コンテ        | 演出     | 作画監督                        | メカ作画監督 | 発売日         |
| ---- | ----------------------------------- | -------- | --------------- | -------- | ------------------------------- | ------------ | -------------- |
| ACT1 | ─神姫転生─                          | 青樹零夢 | 大張正己        | 大張正己 | 大島康弘                        | 大張正己     | 1999年9月24日  |
| ACT2 | ─哀ゆえに…聖炎の魔性─               | 青樹零夢 | 吉田徹 青樹零夢 | 吉田徹   | 木村貴宏 中本尚子               | 吉田徹       | 1999年12月17日 |
| ACT3 | ─月華の挑戦─ 〜破壊天使アイリーン〜 | 青樹零夢 | もりやまゆうじ  | 三笠修   | 山元浩 佐村義一 中本尚子 田中良 | 森下博光     | 2000年4月28日  |
| ACT4 | 復活!!─海底遺跡大血戦─              | 青樹零夢 | 大張正己        | 大張正己 | 大島康弘 田中良                 | -            | 2001年3月23日  |

## 関連商品

### ビデオ
- 超神姫ダンガイザー3 ACT.1 ─神姫転生─（1999年9月24日発売）
- 超神姫ダンガイザー3 ACT.2 ─哀ゆえに…聖炎の魔性─（1999年12月17日発売）
- 超神姫ダンガイザー3 ACT.3 ─月華の挑戦─ 〜破壊天使アイリーン〜（2000年4月28日発売）
- 超神姫ダンガイザー3 ACT.4 復活!!─海底遺跡大血戦─（2001年3月23日発売）

### DVD
- 超神姫ダンガイザー3 ACT.1 ─神姫転生─ （1999年10月8日発売）
- 超神姫ダンガイザー3 ACT.2 ─哀ゆえに…聖炎の魔性─ （2000年1月14日発売）
- 超神姫ダンガイザー3 ACT.3 ─月華の挑戦─ 〜破壊天使アイリーン〜 （2000年4月28日発売）
- 超神姫ダンガイザー3 ACT.4 復活!!─海底遺跡大血戦─ （2001年3月23日発売）